# Herz an Herz
Herz an Herz ist ein Liebeslied der deutschen Band Paso Doble aus dem Jahr 1985, das der Neuen Deutschen Welle zugerechnet wird. Die Musik stammt von Frank Hieber; der Text von Ulf Krüger. Ein Erfolg wurde 1995 auch die Eurodance-Version von Blümchen.

## Inhalt
Der Text beschreibt ein sehnsuchtsvolles Schmachten nach dem Partner mit der abschließenden Frage: „Bist du auch so verliebt wie ich?“

## Veröffentlichung und Rezeption
Die Single war ohne Albumveröffentlichung und wurde der zweite große Hit nach Computerliebe. Der Titel erreichte Platz 64 der deutschen Single-Charts und war vier Wochen platziert. Paso Doble trat mit dem Song am 18. Dezember 1985 in der ZDF-Hitparade auf, konnte jedoch nicht Platz eins erreichen, der zu dieser Zeit für einen weiteren Auftritt nötig war.
1995 wurde das Lied von der deutschen Sängerin Blümchen (Jasmin Wagner) in einer Eurodance-Version erneut veröffentlicht. Produzenten waren Stani Djukanovic und Paralyzer. Blümchen erreichte damit Platz vier der deutschen Single-Charts (18 Chartwochen). Auch in der Schweiz (Platz sieben) und in Österreich (Platz neun) erlangte die Single  Top-Ten-Platzierungen.
2020 wurde Herz an Herz vom DJ Phil the Beat gecovert und als englische Version Heart to Heart zusammen mit der Sängerin Emma Rosen veröffentlicht. Jasmin Wagner spielte im Musikvideo mit, das am 26. Juni 2020 auf YouTube veröffentlicht wurde.
2024 veröffentlichte die Lebensmittelkette Edeka für die Kampagne 'Herzstücke', ein Werbevideo mit einer eigens zugeschnittenen Textversion des Lieds; Jasmin Wagner trat in dem Spot sowohl als Sängerin als auch als Kundin in Erscheinung.